# بازتوزیع درآمد و ثروت

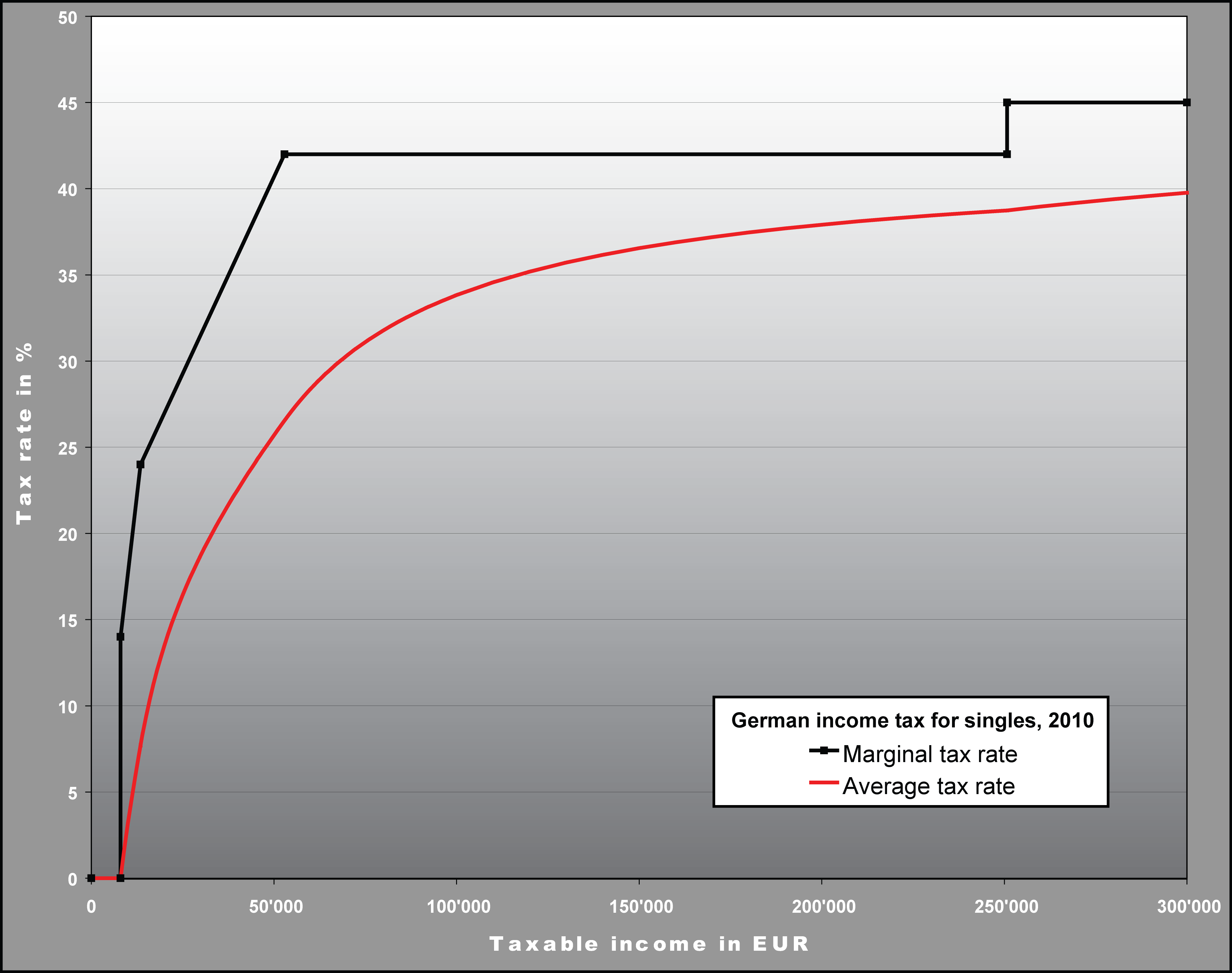
نرخ‌های تصاعدی مالیاتی آلمان. نرخ مالیات قشرهای ثروتمندتر بیشتر است

بازتوزیع درآمد و ثروت انتقال درآمد و ثروت (از جمله مال فیزیکی) از برخی از افراد به دیگران با استفاده از سازوکارهای اجتماعی نظیر مالیات گیری، سیاست پولی، رفاه، اصلاحات ارضی، سازمان خیریه، مصادره، طلاق یا جرم است. این لفظ نوعاً در اشاره به بازتوزیع در مقیاس کل اقتصاد به کار می‌رود؛ تا بین افراد مشخص و همواره به بازتوزیع از آن‌هایی اشاره دارد که بیشتر دارند به کسانی که کمتر دارند.